# 大都市近郊区間 (JR)
大都市近郊区間（だいとしきんこうくかん）とは、JRの旅客営業規則（以下「旅規」という）第156条第2号に規定する区間である。東京・大阪・福岡・新潟・仙台の近郊に設定されており、それぞれ東京近郊区間・大阪近郊区間・福岡近郊区間・新潟近郊区間・仙台近郊区間という。東京近郊区間・大阪近郊区間・福岡近郊区間は日本国有鉄道（国鉄）時代から規定されており、新潟近郊区間および仙台近郊区間はJR発足後に規定された。

## 目的
乗車経路が多数存在する地区における、旅客の利便性向上と発券・改札業務の簡素化を目的とする。乗車券は、旅客が実際に乗車する経路に従って発売することが原則であるが、大都市圏では、乗車駅から目的駅までの経路が複数あるため、一定のエリア内では実際に乗車する列車や経路を自由に選択できるようにすることにより、旅客の利便性向上を図ることとした。また、同様の背景から、実際乗車経路の特定が技術的に困難なため、発券業務・改札業務の簡素化の意味で、JR側にも有意義な制度である。近年ではICカード乗車券の利便性向上に伴う大都市近郊区間の拡大（特に東京近郊区間）が目立っている。

## 特例
大都市近郊区間内各駅相互発着の普通乗車券及び回数乗車券における特例（以下「本特例」という）は次のとおり。
- 有効期間…片道乗車券にあっては、距離にかかわらず当日限り（旅規第154条）。
- 途中下車…普通乗車券にあっては、距離にかかわらず下車前途無効[注 3]（旅規第156条第2号）。
- 選択乗車…普通乗車券又は回数乗車券にあっては、そのエリア内に限り、券面表示経路（運賃計算に用いた経路）以外の「他の経路」を乗車することができる（旅規第157条第2項）。
- 選択乗車中の途中駅下車
  - 普通乗車券にあっては「区間変更」として取り扱い（旅規第157条第3項）、 実際に乗車した区間の運賃[注 4]と比較して不足している場合はその差額を支払う必要があるが、多かった場合の払い戻しはない（旅規第249条第2号および同条第2項第1号ロ（イ））。
  - 回数乗車券にあっては「別途乗車」として取り扱い（旅規第247条第1項）、回数乗車券の経路を外れる駅からの運賃を支払って回数乗車券の回収を受けるか、実際に乗車した区間の運賃を支払って回数乗車券の未使用証明を受けることができる[注 5]（旅客営業取扱基準規程（旅程）第158条第2項）。
- 2009年3月14日から、東京近郊区間においては特定都区市内及び東京山手線内の適用条件について以下の特例が設けられた。
  - 中心駅からの経路が最短でないことにより中心駅からの営業キロが200km超となる東京近郊区間内相互発着の乗車券にあっては、中心駅からの最短経路の営業キロが200km以下になる場合に限り、特定都区市内の適用の有無を旅客が選択することができる（旅程第115条第1項）。
  - 中心駅からの経路が最短でないことにより中心駅からの営業キロが100km超となる東京近郊区間内相互発着の乗車券にあっては、中心駅からの最短経路の営業キロが100km以下になる場合に限り、東京山手線内の適用の有無を旅客が選択することができる（旅程第115条第2項）。

なお、「大都市近郊区間内相互発着」とは、「経路の全区間が同じ大都市近郊区間のみ」という意味である。また、選択乗車できる「経路」に関しては、選択乗車の根拠となっている旅規第157条第2項において大都市近郊区間内であること以外具体的に示されていない。ただし、大型時刻表やJRのサイトなど旅客案内上で「同じ駅を2度通らない」「経路を重複しない」などと表記されており、それを事実上のJRの見解としてそれに従う解釈となる。このほか、乗車券に記載される特例は「有効期間当日限り」と「下車前途無効」のみであり、選択乗車については記載されない。
また、定期乗車券は本特例の対象外であるため、大都市近郊区間内相互発着のものであっても本特例に基づく選択乗車は認められない。

## 運賃計算
大都市近郊区間制度は乗車券の効力（乗車券に含まれる権利）に関する規定であり、運賃計算に関する規定とは無関係である。そのため、乗車券の発売方法及び運賃計算方法は、大都市近郊区間とそれ以外の区間を区別しない。大都市近郊区間の要点のうち、経路選択に関しては、どの経路の乗車券であっても、どの経路も乗車できるというのが趣旨である。すなわち、決して最安運賃を強制しない。
しかしながら、通常は最安運賃の乗車券が発売される。また、市販の大型時刻表やJRのサイトでは、「大都市近郊区間内のみをご利用になる場合の特例」として解説され、「実際にご乗車になる経路にかかわらず、最も安くなる経路で計算した運賃で乗車することができます」、「東京・大阪・福岡・新潟・仙台地区の大都市近郊区間内のみご利用になる場合は、経由情報欄の経路にかかわらず、最も安くなる経路のキロ数と運賃で表示されます」などという表現を用いている。なお、最安運賃経路は多くの場合最短経路と一致するが、例外もある。

## 大都市近郊区間と新幹線

### 大都市近郊区間に含まれる新幹線区間
2024年現在、大都市近郊区間に含まれている新幹線は東海道新幹線の米原駅 - 新大阪駅間と山陽新幹線の西明石駅 - 相生駅間のみであり、いずれも大阪近郊区間である。

### 新幹線と大都市近郊区間との関係
新幹線とそれに並行する在来線とは同一線路として扱うという原則（幹在同一視の原則）がある（旅規第16条の2）。大都市近郊区間の制度も当初はこの原則に従ったものであった。しかし後に例外的に、並行する新幹線と在来線のうち在来線のみを大都市近郊区間に含め、新幹線を含めないとする区間が設定された。ここでは新幹線と大都市近郊区間との関係を述べる。

#### 1999年まで
在来線が大都市近郊区間に含まれる場合、それと同一視される並行する新幹線も暗黙のうちに大都市近郊区間に含まれていた。1978年7月8日の旅規の改訂により、東海道新幹線東京駅 - 新横浜駅間および山陽新幹線新大阪駅 - 西明石駅間が大都市近郊区間から除かれた。これらの区間は、旅規第16条の2第2項に記載のある、条件付きで幹在別線扱いとなる区間のうち大都市近郊区間内に属する路線である。またこれにより、前述の2区間が除外区間として明記されたにもかかわらずそれら以外の新幹線区間に関しては記述がなされなかったことから、言及のない区間が大都市近郊区間に含まれることが事実上明確になった。1996年に九州旅客鉄道（JR九州）が運賃値上げを行い、新下関駅 - 博多駅間では並行する新幹線と在来線の運賃が異なる現象が発生し、それに伴い旅規第16条の3が新設され、そこでは同区間を原則として幹在同一視しないこととなった。同時に、山陽新幹線小倉駅 - 博多駅間は福岡近郊区間から除かれた。
- 例：「東京駅から長津田駅まで（新幹線・新横浜経由）」の普通乗車券は、東京駅 - 新横浜駅間が大都市近郊区間でないため本特例は適用されない。
- 例：1978年7月8日以降においては、「京都駅から西明石駅まで（新幹線経由）」の普通乗車券は、幹在同一視の原則にかかわらず、新大阪駅 - 西明石駅間が大都市近郊区間でないため本特例は適用されない。

#### 1999年から2004年まで
1999年に東日本旅客鉄道（JR東日本）が東京近郊区間を拡大し、東海道本線においては従来は東京駅 - 平塚駅間であったものが東京駅 - 熱海駅間となった。それに関連する旅規の改訂により、並行する東海旅客鉄道（JR東海）の東海道新幹線を東京近郊区間拡大の対象に含めないこととなった。
これにより、幹在同一視の原則に基づけば完全に幹在同線扱いになるはずの小田原駅 - 熱海駅間において、在来線経由となる場合のみ大都市近郊区間に含まれ、新幹線経由の場合は含まれないという事例が発生した。

#### 2004年から
2004年3月13日、上越新幹線本庄早稲田駅の開業により、熊谷駅 - 高崎駅間の各駅（熊谷駅・高崎駅を除く）を発着駅または接続駅とする場合に同区間を幹在別線路として取り扱うことになった。これに伴いJR東日本は、同区間の新幹線のみならず、東北新幹線と上越新幹線（すなわちJR東日本所属の新幹線全線）を東京近郊区間から除外した。以降、2025年までJR東日本は大都市近郊区間の新設・拡大をたびたび行っているが、それらの区間に新幹線は含まれていない。その結果、大都市近郊区間に含まれる新幹線は米原駅 - 新大阪駅間と西明石駅 - 相生駅間のみになった。

### 山形新幹線の取り扱い
2014年4月1日、仙台近郊区間の新設により、奥羽本線の福島駅 - 新庄駅間は仙台近郊区間の一部になった。しかし、同区間を走行する特別急行列車に乗車する場合は、仙台近郊区間から除外されている。したがって、仙台近郊区間内だけで完結する乗車券であっても、山形新幹線に乗車する場合は、大都市近郊区間の特例を受けない。幹在同一視の原則が適用される区間以外では、はじめて一部の列車が大都市近郊区間から除外されることになった。
- 例：「福島駅から新庄駅まで（奥羽本線経由）」の普通乗車券は、全区間が大都市近郊区間であるため、山形新幹線の列車に乗らない限り本特例が適用される。しかし、例えば福島駅から東北本線・仙山線経由で山形駅へ、そこから山形新幹線で新庄駅に向かう[注 22]場合は、本特例の適用を受けないため、この乗車券では乗車できず、経路通り（仙台経由）の乗車券を購入する必要がある。
- 例：「作並駅から山寺駅まで（仙山線経由）」の普通乗車券は、全区間が大都市近郊区間となるため本特例が適用される。ゆえに、「作並（仙山線）仙台（東北本線）福島（奥羽本線）羽前千歳（仙山線）山寺」と経由することが可能である。しかし、福島駅 - 山形駅間の特別急行列車は大都市近郊区間外であるため、同区間の山形新幹線に選択乗車することはできない。

### 選択乗車と新幹線
乗車券は、原則として、利用者の実際乗車する経路どおりに発売される。すなわち、新幹線に乗車する場合は「新幹線経由」の乗車券を、在来線のみに乗車する場合は「在来線経由」の乗車券が発売される。しかしながら、幹在同一視の原則（旅規第16条の2）により、在来線経由の乗車券により並行する新幹線を利用でき、逆に、新幹線経由の乗車券により並行する在来線を利用できる。つまり、新幹線とそれに並行する在来線については、乗車券の券面記載経路（在来線経由または新幹線経由）にかかわらず、実際乗車した列車が在来線か新幹線かは区別しない。したがって、新幹線特急券とは別に乗車券を購入する際、それが在来線経由の乗車券であっても、当該新幹線に乗車できる。
ところが、大都市近郊区間の制度がかかわる場合はその限りでなく、本制度では一部の新幹線が「第16条の2の規定（幹在同一視の原則）にかかわらず」大都市近郊区間から除外されている。そのため、券面経路に並行する新幹線に乗車できるかどうか、乗車できる場合その前後の選択乗車は可能かどうかであるが、整理すると次のとおりとなる。
1. 券面経路に並行する新幹線[注 24]には乗車できる
2. 選択乗車できる「他の経路」には、新幹線は含まれない[注 25]
3. 新幹線に乗車しない区間については、選択乗車が可能

「第16条の2の規定にかかわらず」という条文により幹在同一視の原則が適用されるはずの並行する在来線と新幹線において、前者が大都市近郊区間に属し後者が属さないという状態が認められている。ただ、「第16条の2の規定にかかわらず」という文言は、「同一の線路とみなさなくなる」という意味ではなく、あくまで大都市近郊区間に属する在来線に並行する新幹線区間を大都市近郊区間とするか否かについて幹在同一視の原則を持ち込まないという意味に過ぎない。現状では大都市近郊区間に属する在来線に並行する新幹線区間はほとんどが大都市近郊区間ではなく、それにより幹在並行区間を在来線経由とするか新幹線経由とするかで大都市近郊区間の特例を受ける場合と受けない場合の違いが発生する。その違いとは前述通り、有効期間・途中下車・選択乗車・区間変更の取扱いの違いであり、それら以外の違いは発生しない。要するに、在来線経由で大都市近郊区間の特例を受ける場合であっても新幹線経由で同特例を受けない場合であっても、有効期間・途中下車・選択乗車・区間変更といったものに該当しない幹在同一性については旅規第16条の2が適用されるため、どちらの乗車券であっても券面経路上の幹在並行区間については在来線・新幹線共に乗車可能となる。
大都市近郊区間の特例が付された乗車券は券面経路でない他の経路を選択乗車できるが、経路としての条件が「大都市近郊区間内」であるため、大都市近郊区間に含まれない新幹線を選択乗車することはできない。
「選択乗車区間」の解釈であるが、全券面経路に対して一部分でも経路を外れていればその全経路を1つの選択乗車区間と考えるのではなく、券面経路から外れている部分のみを個々の選択乗車区間とするのが正しい。よって、券面経路上の区間の乗車に関しては選択乗車の概念が及ぶところではないため、一度「他の経路」を経由している乗車券であっても券面経路に並行する新幹線には乗車でき、また新幹線に乗車した後の残りの区間を「他の経路」で選択乗車することも可能である。すなわち「新幹線に乗車しない区間については、選択乗車が可能」ということになる。
- 例：「黒磯駅（東北本線）小山駅（両毛線）新前橋駅（上越線）高崎駅」という経路の普通乗車券は、全線東京近郊区間内であるため大都市近郊区間の特例が付された乗車券である。「券面経路に並行する新幹線には乗車できる」ため、該当する区間である那須塩原駅 - 小山駅相互間の東北新幹線には乗車することができる。しかし「選択乗車できる「他の経路」には、新幹線は含まれない」ため、小山駅 - 高崎駅を東北新幹線小山駅 - 大宮駅間・上越新幹線大宮駅 - 高崎駅相互間を含む経路の選択乗車をすることはできない。また、「新幹線に乗車しない区間については、選択乗車が可能」であるため、仮に那須塩原駅 - 小山駅間で新幹線を利用した場合であっても、小山駅 - 高崎駅間を在来線大宮駅経由等で乗車することは可能である。

### 新幹線経由による大都市近郊区間特例適用回避
例えば本来途中下車が可能で有効期間が複数日数である営業キロ101km以上の普通乗車券について、券面区間が大都市近郊区間相互間である場合は特例が適用されることで途中下車の権利が失われ、かつ有効期間が1日となり、特例によって旅客に不利となる場合もある。そこで、上野駅 - 大宮駅間や、新大阪駅 - 西明石駅間といった新幹線と並行する区間を乗車経路に含む場合は、その区間をあえて新幹線経由とすれば大都市近郊区間内相互発着の条件を満たさないため本特例は適用されない。ゆえにその乗車券は途中下車が可能となり、幹在同一視の原則より新幹線経由部分を在来線に乗車することも可能である。すなわちこの乗車券は、旅客が全線在来線を乗車すると仮定した場合、その全線が大都市近郊区間内であるにもかかわらず途中下車が可能で有効期間が複数日数の乗車券となる。無論、この乗車券は特例が適用されないため本特例に基づく選択乗車はできない。

## 大都市近郊区間一覧

### 東京近郊区間

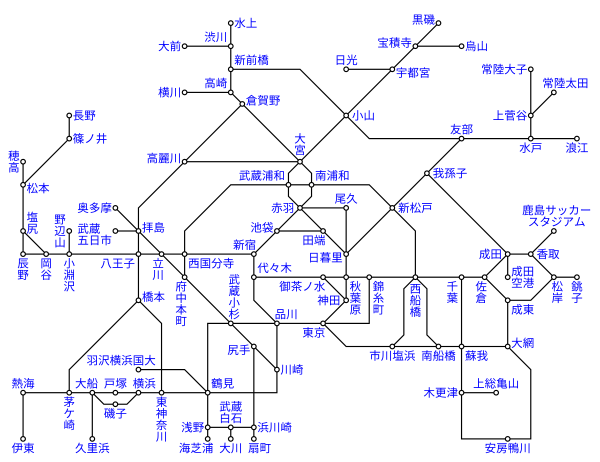
東京近郊区間路線図

東京近郊区間はJR東日本の以下の区間である（新幹線を含まない）。東京を中心として関東1都6県にとどまらず福島県、山梨県、長野県、静岡県の各一部地域にまで広がる。千葉県はJR線全駅、埼玉県、東京都、神奈川県、山梨県、静岡県はJR東日本在来線全駅である。ほぼJR東日本管内の南半分がエリアである。
- 東海道本線[注 31]
  - 本線：東京駅 - 熱海駅
  - 品鶴線・羽沢線[注 32]：品川駅 - 新川崎駅 - 鶴見駅 - 羽沢横浜国大駅
- 山手線：品川駅 - 田端駅（全線）
- 赤羽線[注 33]：池袋駅 - 赤羽駅（全線）
- 南武線（全線）
  - 本線：川崎駅 - 立川駅
  - 浜川崎支線：尻手駅 - 浜川崎駅
- 鶴見線（全線）
  - 本線：鶴見駅 - 扇町駅
  - 海芝浦支線：浅野駅 - 海芝浦駅
  - 大川支線：武蔵白石駅 - 大川駅
- 武蔵野線：府中本町駅 - 西船橋駅（全線）
- 横浜線：東神奈川駅 - 八王子駅（全線）
- 根岸線：横浜駅 - 大船駅（全線）
- 横須賀線：大船駅 - 久里浜駅（全線）
- 相模線：茅ケ崎駅 - 橋本駅（全線）
- 伊東線：熱海駅 - 伊東駅（全線）
- 中央本線[注 34]
  - 本線：東京駅 - 塩尻駅
  - 辰野支線：岡谷駅 - 辰野駅 - 塩尻駅
- 青梅線：立川駅 - 奥多摩駅（全線）
- 五日市線：拝島駅 - 武蔵五日市駅（全線）
- 八高線：八王子駅 - 倉賀野駅（全線）
- 小海線：小淵沢駅 - 野辺山駅
- 篠ノ井線：塩尻駅 - 篠ノ井駅（全線）
- 大糸線：松本駅 - 穂高駅
- 東北本線
  - 本線：東京駅 - 黒磯駅
  - 尾久支線：日暮里駅 - 尾久駅 - 赤羽駅
  - 埼京線の一部：赤羽駅 - 武蔵浦和駅 - 大宮駅
- 常磐線：日暮里駅 - 浪江駅
- 川越線：大宮駅 - 高麗川駅（全線）
- 高崎線：大宮駅 - 高崎駅（全線）
- 上越線：高崎駅 - 水上駅
- 吾妻線 : 渋川駅 - 大前駅（全線）
- 両毛線：小山駅 - 新前橋駅（全線）
- 水戸線：小山駅 - 友部駅（全線）
- 日光線：宇都宮駅 - 日光駅（全線）
- 烏山線：宝積寺駅 - 烏山駅（全線）
- 水郡線
  - 本線：水戸駅 - 常陸大子駅
  - 支線：上菅谷駅 - 常陸太田駅
- 信越本線：高崎駅 - 横川駅、篠ノ井駅 - 長野駅
- 総武本線（全線）
  - 本線：東京駅 - 銚子駅
  - 総武緩行線：錦糸町駅 - 御茶ノ水駅
- 京葉線（全線）
  - 本線：東京駅 - 蘇我駅
  - 支線：市川塩浜駅 - 西船橋駅 - 南船橋駅
- 外房線：千葉駅 - 安房鴨川駅（全線）
- 内房線：蘇我駅 - 安房鴨川駅（全線）
- 成田線（全線）
  - 本線：佐倉駅 - 松岸駅
  - 我孫子支線：成田駅 - 我孫子駅
  - 空港支線：成田駅 - 成田空港駅
- 鹿島線：香取駅 - 鹿島サッカースタジアム駅（全線）
- 久留里線：木更津駅 - 上総亀山駅（全線）
- 東金線：大網駅 - 成東駅（全線）

### 大阪近郊区間

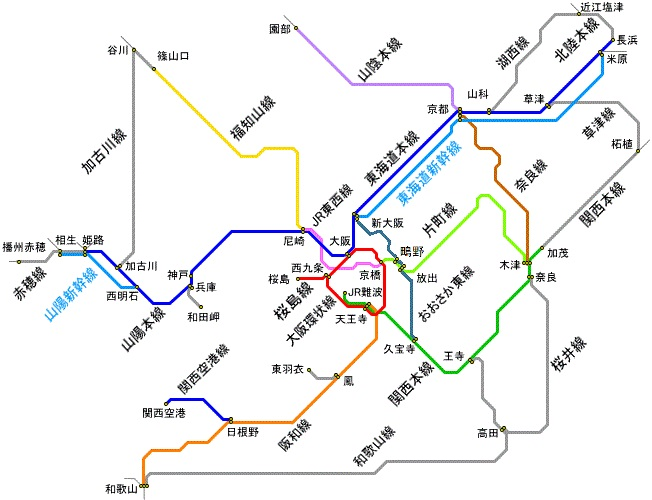
大阪近郊区間略図

大阪近郊区間はJR東海とJR西日本にまたがる以下の区間である。山陽新幹線の新大阪駅 - 西明石駅間は含まない。５つある大都市近郊区間の中で、唯一新幹線が含まれる区間である。
なお大阪府、奈良県に属するJRの駅はすべて対象である。
- 東海道本線[注 36]：米原駅 - 神戸駅[注 37]
- 東海道新幹線：米原駅 - 新大阪駅[注 38]
- 山陽本線
  - 本線：神戸駅 - 相生駅
  - 和田岬線：兵庫駅 - 和田岬駅
- 山陽新幹線：西明石駅 - 相生駅
- 湖西線：山科駅 - 近江塩津駅（全線）
- おおさか東線：新大阪駅 - 久宝寺駅（全線）
- 大阪環状線：天王寺駅 - 大阪駅 - 新今宮駅 - 天王寺駅（全線）
- 桜島線：西九条駅 - 桜島駅（全線）
- JR東西線：京橋駅 - 尼崎駅（全線）
- 福知山線：尼崎駅 - 谷川駅
- 北陸本線：米原駅 - 近江塩津駅
- 加古川線：加古川駅 - 谷川駅（全線）
- 赤穂線：相生駅 - 播州赤穂駅
- 山陰本線：京都駅 - 園部駅
- 関西本線：柘植駅 - JR難波駅
- 草津線：柘植駅 - 草津駅（全線）
- 奈良線：京都駅 - 木津駅（全線）
- 桜井線：奈良駅 - 高田駅（全線）
- 片町線：木津駅 - 京橋駅（全線）
- 和歌山線：王寺駅 - 和歌山駅（全線）
- 阪和線（全線）
  - 本線：天王寺駅 - 和歌山駅
  - 羽衣線：鳳駅 - 東羽衣駅
- 関西空港線：日根野駅 - 関西空港駅（全線）

### 福岡近郊区間

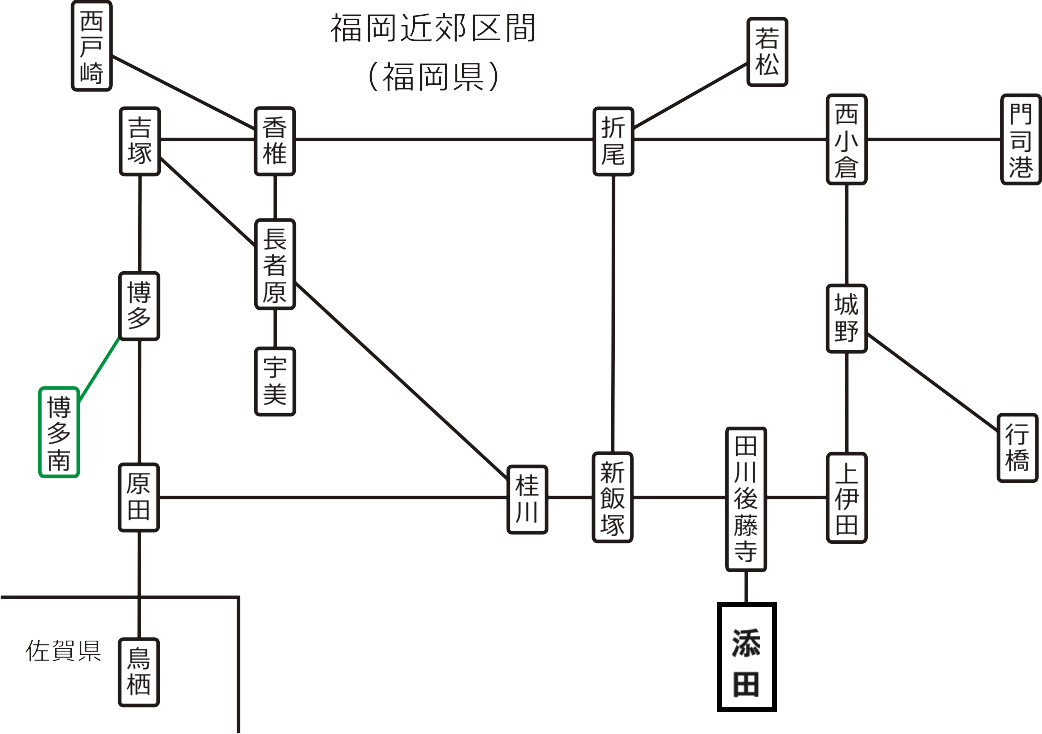
福岡近郊区間略図

福岡近郊区間はJR西日本とJR九州にまたがる以下の区間である。山陽新幹線、九州新幹線は含まない。
- 鹿児島本線：門司港駅 - 鳥栖駅
- 香椎線：西戸崎駅 - 宇美駅（全線）
- 篠栗線：桂川駅 - 吉塚駅（全線）
- 日豊本線：小倉駅 - 行橋駅
- 日田彦山線：城野駅 - 添田駅
- 筑豊本線：若松駅 - 原田駅（全線）
- 後藤寺線：新飯塚駅 - 田川後藤寺駅（全線）
- 博多南線：博多駅 - 博多南駅（全線）[注 39]

佐賀県を通る鹿児島本線のけやき台駅 - 鳥栖駅間を除き、福岡県内に属する。

### 新潟近郊区間

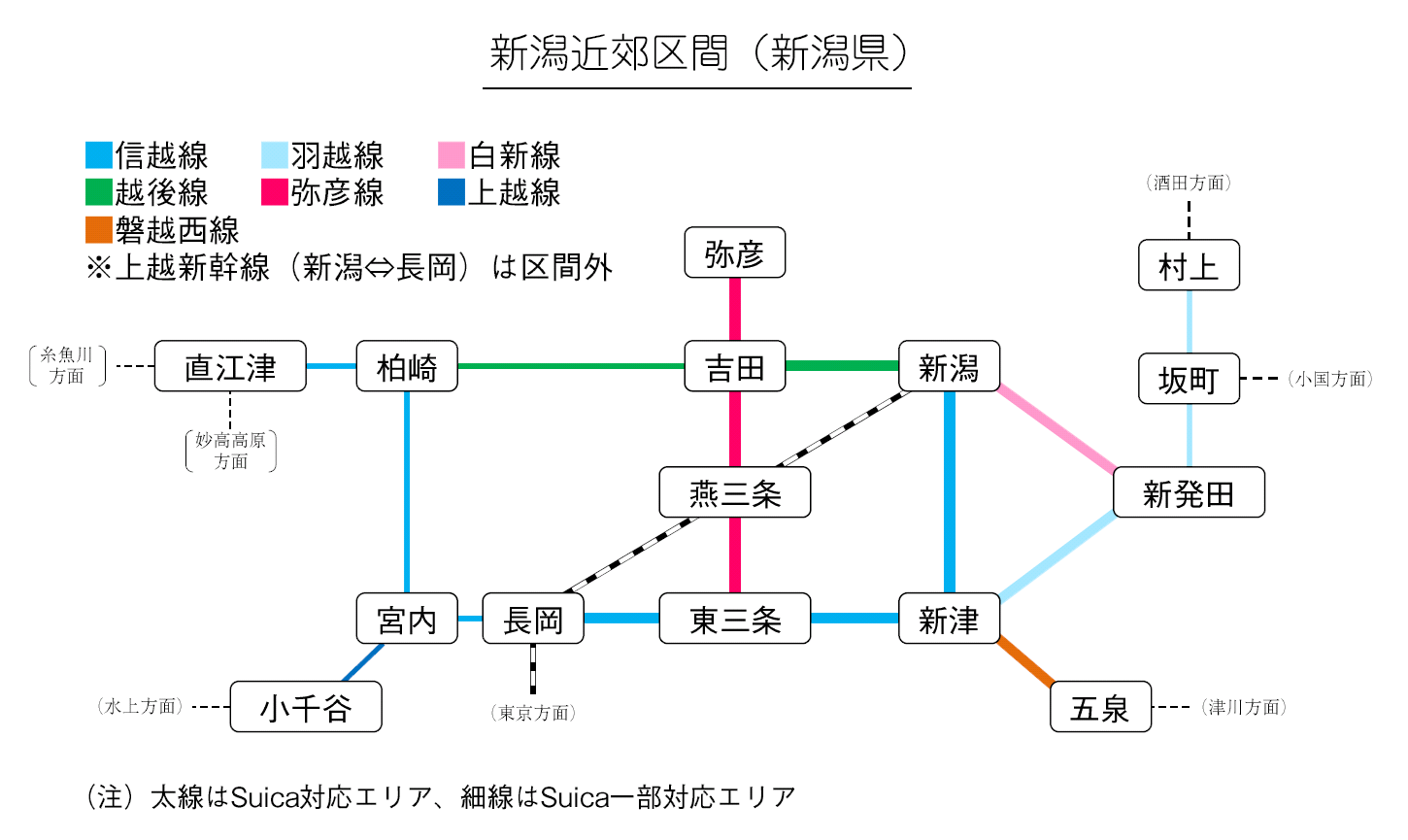
新潟近郊区間略図

新潟近郊区間はJR東日本の以下の区間である。上越新幹線は含まない。
- 上越線：小千谷駅 - 宮内駅
- 磐越西線：五泉駅 - 新津駅
- 羽越本線：新津駅 - 村上駅
- 白新線：新潟駅 - 新発田駅（全線）
- 信越本線：直江津駅 - 新潟駅
- 越後線：柏崎駅 - 新潟駅（全線）
- 弥彦線：弥彦駅 - 東三条駅（全線）

新潟県のみの展開である。

### 仙台近郊区間

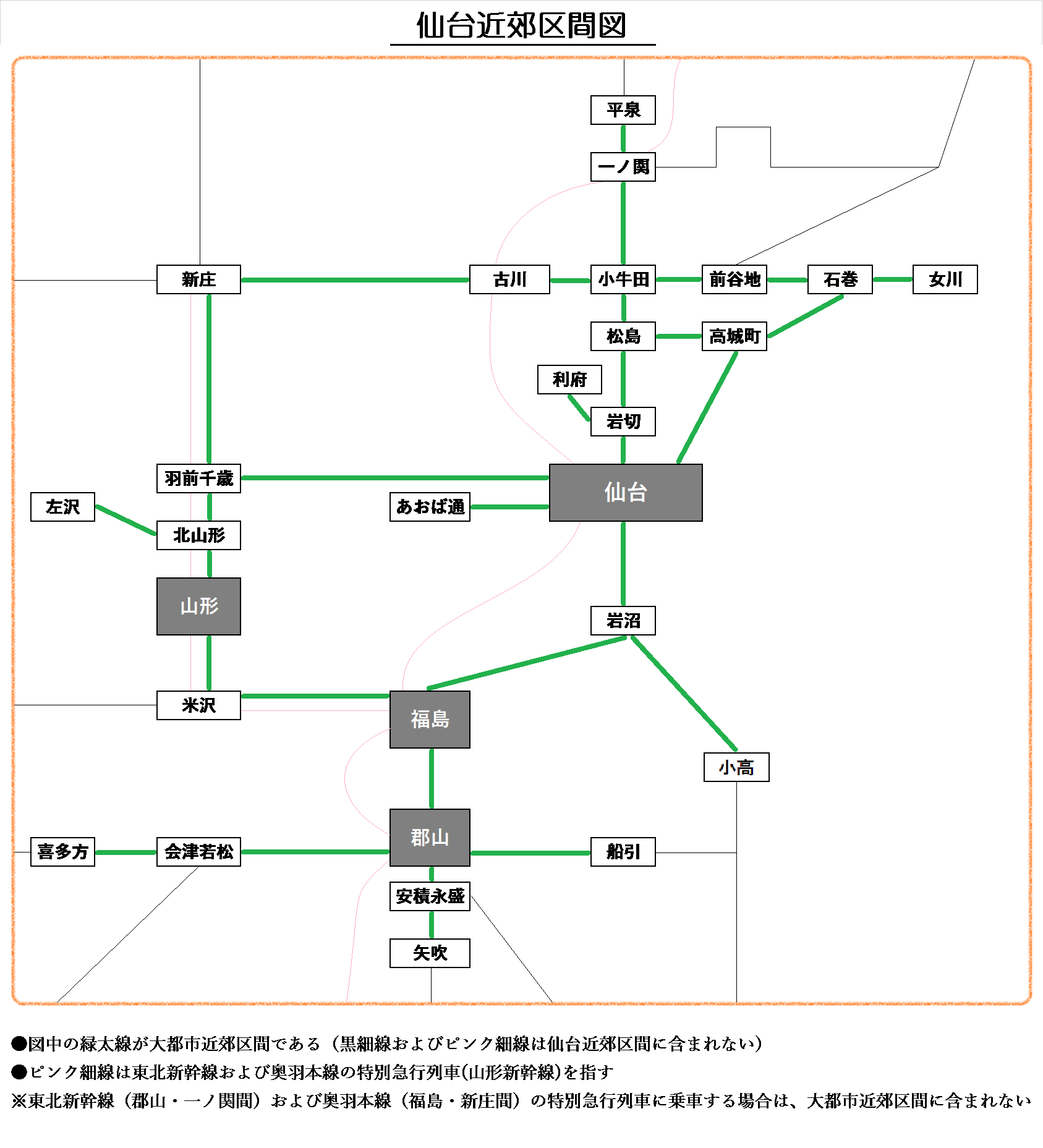
仙台近郊区間略図

仙台近郊区間はJR東日本の以下の区間である。東北新幹線、山形新幹線 は含まない。
- 東北本線
  - 本線：矢吹駅 - 平泉駅
  - 利府線：岩切駅 - 利府駅
  - 仙石線・東北本線接続線[注 43]：松島駅 - 高城町駅
- 常磐線：小高駅 - 岩沼駅
- 仙山線：仙台駅 - 羽前千歳駅（全線）
- 仙石線：あおば通駅 - 石巻駅（全線）
- 石巻線：小牛田駅 -  女川駅（全線）
- 磐越東線：船引駅 - 郡山駅
- 磐越西線：郡山駅 - 喜多方駅
- 奥羽本線[注 44]： 福島駅 - 新庄駅（同区間の特別急行列車（山形新幹線）に乗車する場合は除く）
- 左沢線：北山形駅 - 左沢駅（全線）
- 陸羽東線：小牛田駅 - 新庄駅（全線）

2014年4月1日より実施。福島 - 新庄間は、利用する列車によって、同一の経路であっても大都市近郊区間の制度が適用される場合とされない場合が出てくる初のケースとなる。
岩手県、宮城県、山形県、福島県で展開しているが、県内全駅対象の県はない。

## 大都市近郊区間と他の運賃制度の特例
大都市近郊区間内には、別の運賃制度特例も適用される区間がある。

### 分岐駅通過列車に対する区間外乗車の取扱いの特例
大都市近郊区間内には、旅規第160条の4に定める分岐駅通過の特例が適用される区間が存在する。このため、旅規第157条第2項で定める選択乗車（いわゆる大回り乗車を含む）中であっても、列車が左側の駅を通過するため左側の駅と右側の駅との間を折り返し乗車する場合は、当該区間内において途中下車をしない限り、旅客は別運賃を要さずに、当該区間の区間外乗車をすることができる。区間外乗車ができる区間は次の区間である（旅規第160条の4第2項）。
- 東京近郊区間
  - 神田駅・東京駅間
  - 代々木駅・新宿駅間
  - 新前橋駅・高崎駅間
  - 倉賀野駅・高崎駅間
  - 東神奈川駅・横浜駅間
  - 塩尻駅・松本駅間
- 大阪近郊区間
  - 山科駅・京都駅間
  - 新大阪駅・大阪駅間
  - 大阪駅・新大阪駅間
  - 尼崎駅・大阪駅間

- 福岡近郊区間
  - 西小倉駅・小倉駅間
  - 吉塚駅・博多駅間
  - 城野駅・小倉駅間
- 新潟近郊区間
  - 宮内駅・長岡駅間
- 仙台近郊区間
  - 羽前千歳駅・山形駅間
  - 北山形駅・山形駅間

### 特定の分岐区間に対する区間外乗車の取扱いの特例
大都市近郊区間内には、旅規第160条の2に定める特定の分岐区間に対する区間外乗車が適用される区間が存在する。このため、旅規第157条第2項で定める選択乗車（いわゆる大回り乗車を含む）中であっても、旅客は別運賃を要さずに、当該区間の区間外乗車をすることができる（旅規第160条の2）。区間外乗車ができる区間は次の区間である。
- 東京近郊区間
  - 西日暮里駅以遠（田端方面）の各駅と三河島駅以遠（南千住駅方面）の各駅との相互間（日暮里駅・東京駅間）
    - 上記「西日暮里駅以遠」には、尾久駅を経由する赤羽駅 - 上野駅間の列車（宇都宮線）に乗車する場合も含まれる。

  - 日暮里駅、鴬谷駅又は西日暮里駅以遠（田端駅方面）若しくは三河島駅以遠（南千住駅方面）の各駅と、尾久駅との相互間（日暮里駅・上野駅間、鴬谷駅・上野駅間）
  - 西大井駅以遠（武蔵小杉駅方面）の各駅と品川駅以遠（高輪ゲートウェイ駅方面）の各駅との相互間（品川駅・大崎駅間）
  - 横浜駅以遠（保土ケ谷駅又は桜木町駅方面）の各駅と羽沢横浜国大駅との各駅相互間（鶴見駅・武蔵小杉駅間）
  - 新川崎駅と羽沢横浜国大駅間との各駅相互間（新川崎駅・武蔵小杉駅間）
  - 鶴見駅、新子安駅、東神奈川駅又は川崎駅以遠（蒲田駅又は尻手駅方面）、国道駅以遠（鶴見小野駅方面）若しくは大口駅以遠（菊名駅方面）の各駅と羽沢横浜国大駅との各駅相互間（鶴見駅・横浜駅間、新子安駅・横浜駅間、東神奈川駅・横浜駅間、鶴見駅・武蔵小杉駅間）
  - 鶴見駅、新子安駅、東神奈川駅又は川崎駅以遠（蒲田駅又は尻手駅方面）、国道駅以遠（鶴見小野駅方面）若しくは大口駅以遠（菊名駅方面）の各駅と、新川崎駅、西大井駅又は武蔵小杉駅以遠（武蔵中原駅又は向河原駅方面）の各駅との相互間（鶴見駅・横浜駅間、新子安駅・横浜駅間、東神奈川駅・横浜駅間）
  - 武蔵白石駅又は浜川崎以遠（川崎新町駅又は昭和駅方面）の各駅と、大川駅との相互間（武蔵白石駅・安善駅間）
- 大阪近郊区間
  - 今宮駅又は芦原橋駅以遠（大正駅方面）の各駅と、JR難波駅との相互間（今宮駅・新今宮駅間）
- 仙台近郊区間
  - 松島駅または愛宕駅以遠（品井沼駅方面）の各駅と高城町駅以遠（松島海岸駅または手樽駅方面）の各駅との相互間（塩釜駅・松島駅間）

### 東京付近の特定区間を通過する場合の特例
東京近郊区間内には、旅規第159条に基づき、東京付近の特定区間を通過する場合の特例(いわゆる「電車大環状線」の特例)が存在し、本特例により発売された乗車券であっても適用される。ただし、第159条の規定は本特例に実務上影響しない。

## 大都市近郊区間と連絡運輸
連絡運輸の乗車券の場合でも、JR線区間内が大都市近郊区間相互発着であれば、原則として本特例が適用される（旅客連絡運輸規則（連規）第75条）。
このため、運賃計算のキロ程にかかわらず、有効期間は1日間となり、JR線区間内は途中下車はできないが、連絡接続駅では下車することができる（連規第76条第3号および第77条）。
各大都市近郊区間と接する会社線は次のとおりである。

### 東京近郊区間
- 秩父鉄道株式会社線
- わたらせ渓谷鐵道株式会社線
- ひたちなか海浜鉄道株式会社線
- 関東鉄道株式会社線
- 真岡鐵道株式会社線
- 銚子電気鉄道株式会社線
- 鹿島臨海鉄道株式会社線
- 小湊鉄道株式会社線
- 東葉高速鉄道株式会社線
- 東武鉄道株式会社線
- 京成電鉄株式会社線
- 西武鉄道株式会社線
- 東京地下鉄株式会社線
- 東京臨海高速鉄道株式会社線
- 東京モノレール株式会社線
- 小田急電鉄株式会社線
- 京王電鉄株式会社線
- 東急電鉄株式会社線
- 京浜急行電鉄株式会社線
- 相模鉄道株式会社線
- 株式会社小田急箱根線
- 伊豆急行株式会社線
- 富士山麓電気鉄道株式会社線
- アルピコ交通株式会社線
- 伊豆箱根鉄道株式会社線

### 大阪近郊区間
- 近江鉄道株式会社 本線、八日市線
- 京阪電気鉄道株式会社 中之島線、京阪本線、鴨東線、交野線、宇治線
- 阪急電鉄株式会社 神戸本線、今津線、宝塚本線、箕面線
- 近畿日本鉄道株式会社線
- 神戸電鉄株式会社 有馬線、三田線、粟生線
- 阪神電気鉄道株式会社 本線、阪神なんば線
- 南海電気鉄道株式会社 南海本線、高師浜線、加太線、和歌山港線、高野線、鋼索線
- 信楽高原鐵道株式会社線

### 福岡近郊区間
- 福岡市交通局高速鉄道線 福岡市地下鉄空港線・箱崎線・七隈線
- 平成筑豊鉄道株式会社線

### 新潟近郊区間
- 北越急行株式会社線
- えちごトキめき鉄道株式会社線

### 仙台近郊区間
- 仙台空港鉄道株式会社線
- 阿武隈急行鉄道株式会社線
- 山形鉄道株式会社線

このようにJR線区間が大都市近郊区間相互発着となる連絡運輸の場合、本特例が適用される（通過連絡運輸の場合も同様）。ただし、自動車線との連絡運輸の場合は、本特例は適用されない（連規第75条第1項第1号イ（イ））。

## 大回り乗車

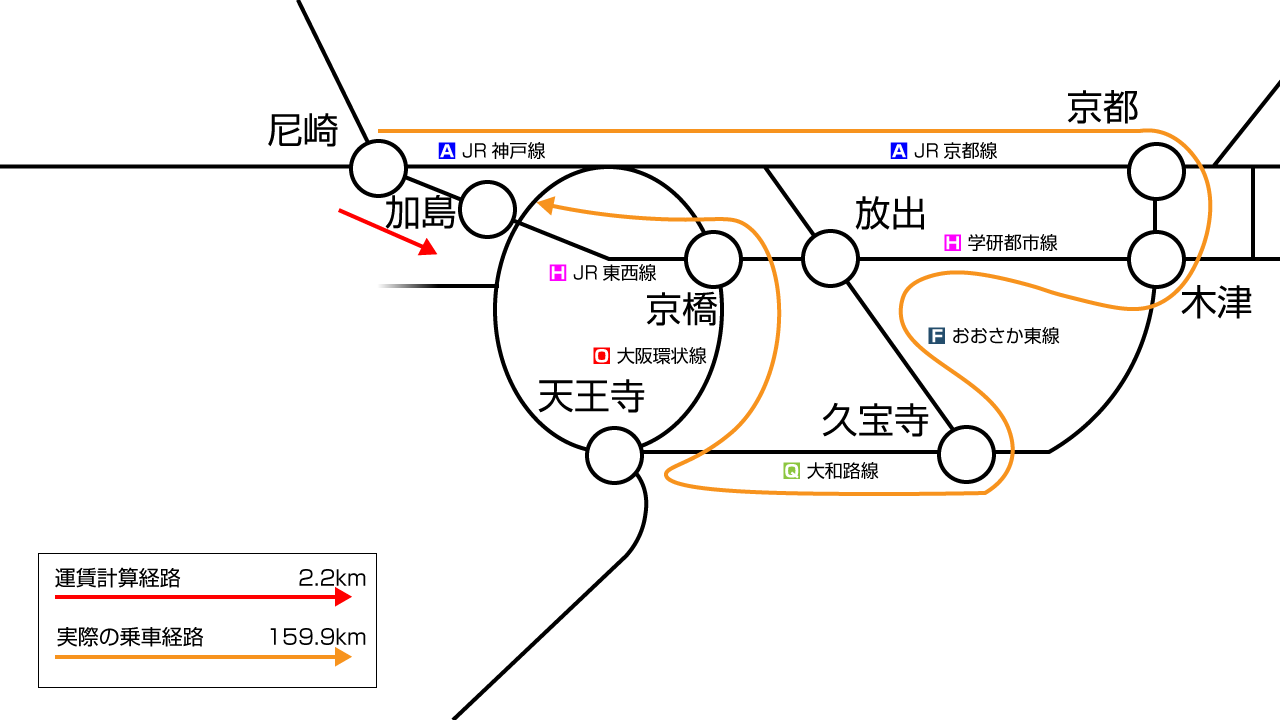
大阪近郊区間での大回り乗車の一例

「大回り乗車」とは、鉄道ファンの間における用語であり、大都市近郊区間における旅規第157条第2項の規則に基づく「選択乗車」の制度を用い、初乗り運賃区間（又はそれに類する低額運賃区間）の乗車券で、長距離区間を乗車することである。
- 例：尼崎駅から隣駅である加島駅までを、尼崎駅 - 京都駅 - 木津駅 - 放出駅 - 久宝寺駅 - 天王寺駅 - 京橋駅 - 加島駅という経由で乗車する場合、最短最安経路による初乗り運賃（140円[注 11]）区間の乗車券で乗車できる。

初乗り運賃で大都市近郊区間内の極端に長い距離区間を選択乗車するということは、大都市近郊区間内選択乗車の理念・趣旨からは逸脱しているという見方もあるが、やはり旅規第157条第2項で認められていることには違いなく、かつ選択乗車区間が券面区間と比較して極端に長い距離であったところで禁じられてはいない。しかしこの場合、下車できる駅は初乗り運賃区間の駅であるため、鉄道を（駅から駅への）移動の手段として見た場合にこの乗車方法を取るのは有用ではない。よって、わざわざこの乗車方法を取る理由としては、列車に乗ること自体を楽しむ場合や、改札口から出場せずに駅ナカ施設を利用する目的のためとなる。
なお、「初乗り運賃区間の乗車券による大回り乗車」の場合、通常は初乗り運賃区間に発駅は含まれないため、発駅に戻ってくることはできない。しかし、環状線1周の乗車券であっても、本特例が付されている限り選択乗車は可能であるため、初乗り運賃で環状線1周が成立する駅を発駅とする場合は、大回り乗車後に発駅で下車することが可能である。
大都市近郊区間とは最安運賃を強制する制度ではないため、大都市近郊区間内相互発着であっても、最安経路以外の経路で運賃計算した乗車券を発券することは可能であり、大都市近郊区間内のみの最長片道切符も理論上存在するが、本特例が付されている以上、券面経路の営業キロにかかわらず、片道乗車券の有効期間は当日限りであり、なおかつ、途中下車をすることはできない。
なお、JRグループが定めている旅客営業規則第155条には「入場後に有効期間を経過した当該使用乗車券は、途中下車をしないでそのまま旅行を継続する場合に限って、その券面に表示された着駅までは、これを使用することができる」と明記されている。これにより、大晦日から元日にかけての終夜運転が行われている地域では途中下車をしなければ、12月31日限り有効の乗車券でも翌年1月1日0時以降も継続して乗車できることから、鉄道ファンの中にはこの制度を活用して、該当期間に東京近郊区間の最長大回り乗車を行う者も存在する。

## ICカードとの関連
大都市近郊区間の特例は、列車に乗る手段として紙の乗車券を用いた場合にのみ適用される。列車に乗る手段としてSuicaやICOCA等のICカードを用いた場合は、紙の乗車券とは異なり、同一のICカード取扱エリア内完結の乗車であればどの経路を使用しても最も低廉となる経路による運賃が支払われるとともに、複数日にわたる有効期間や途中下車は不可能な扱いになっている。ただし、片道1回の乗車でかつ環状線1周にならない場合に限られる。
そのため、大都市近郊区間とICカードは運賃計算の考え方は似ているが、大都市近郊区間のエリアとICカードの取扱エリアは一般に一致しない。JR東日本におけるSuicaエリアについては、Suicaエリアの拡大に伴って大都市近郊区間をそれに合わせるように拡大する方針を取っているが、JR他社においてはその方針はなく、JR西日本およびJR九州内ではICOCAないしSUGOCAエリアの拡大の結果、エリアは広範に設定されているが、それに対し大都市近郊区間はおおむね変更がなかったため大都市近郊区間の範囲はIC乗車券エリアのうちの一部にとどまる。また、JR北海道およびJR東海内ではIC乗車券エリア（Kitacaエリア、TOICAエリア）が設定されているが、大都市近郊区間は一切設定されていない。
よってICカードの取扱エリア内の相互発着であり、かつ大都市近郊区間の外から発着するような場合には、ICカードの場合と紙の乗車券の場合とで運賃が異なる事象が起きる。
例えば、久留米駅 - 新飯塚駅間を博多駅経由で乗車する場合、紙の乗車券では1500円だが、ICカード利用では950円となる。紙の乗車券の場合、大都市近郊区間内の外から乗車する場合は乗車経路通りの乗車券が必要であるため、「久留米（鹿児島本線）吉塚（篠栗線）桂川（筑豊本線）新飯塚 」と運賃計算されるのに対して、ICカードの場合は同一の取扱エリア内完結の乗車なら、実際の乗車経路にかかわらず最安経路の運賃を適用するため、実際には博多駅を経由したとしても運賃計算上は最安である「久留米（鹿児島本線）原田（筑豊本線）新飯塚」 と原田線経由の運賃が適用されることによる。
また前述の大回り乗車についても、IC乗車券で同様に最安経路による運賃での大回り乗車が可能である 。紙の乗車券で大回り乗車をする場合との大きな違いは乗車可能な区間であり、紙の乗車券の場合は大都市近郊区間で、IC乗車券の場合はそのICカードの取扱エリアである。上記の通り大都市近郊区間のエリアとICカードの取扱エリアは必ずしも一致しないため、初乗り運賃ないしそれに準ずる低廉な運賃での大回り乗車が一方でできてもう一方でできない場合が存在する。
（例）尾頭橋駅から一駅隣の金山駅までを尾頭橋駅（東海道本線）岐阜駅（高山本線）美濃太田駅（太多線）多治見駅（中央本線）金山駅 と乗車し、金山駅の改札を出場する場合、このルートは大都市近郊区間に該当しないがTOICAエリアであるため、紙の乗車券では1980円かかるがIC乗車券では最短経路による運賃が適用され、150円となる。

## 歴史
下線を付した区間は大都市近郊区間に追加された区間、取り消し線の区間は削除された区間である。路線名のみ記述している場合は原則としてその路線全線を意味するが、後にその路線内で新線開業した場合、もしくは後にその路線内で一部路線が廃線等により除外された場合は、全線であっても区間を記述している。
- 1951年 - 国鉄が乗車券販売の合理化、旅客の利便性などのために、鉄道網の入り組む東京、大阪の都市圏で特例を設ける[22]。当時は電車区間と呼ばれていた[23][出典無効]。
- 1958年頃 - 電車区間を電車特定区間に名称変更[24][出典無効]
- 1969年
  - 5月10日 - 旅客営業規則に電車特定区間の選択乗車が明記される[25][出典無効]
- 1973年
  - 4月1日 - 東京近郊区間・大阪近郊区間を新設（従来の電車特定区間を大都市近郊区間に名称変更[25][出典無効]）
    - 東京近郊区間 東海道本線：東京 - 平塚、山手線、赤羽線、南武線、鶴見線、武蔵野線：府中本町 - 新松戸、横浜線、根岸線、横須賀線、相模線：茅ケ崎 - 橋本・寒川 - 西寒川、中央本線：東京 - 大月、青梅線、五日市線、八高線：八王子 - 高麗川、東北本線：東京 - 小山・日暮里 - 尾久 - 赤羽、常磐線：日暮里 - 土浦、 川越線、高崎線：大宮 - 熊谷、総武本線：東京 - 成東・錦糸町 - 御茶ノ水、外房線：千葉 - 茂原、内房線：千葉 - 木更津、成田線：佐倉 - 成田・我孫子 - 成田、 東金線
    - 大阪近郊区間 東海道本線：京都 - 神戸、大阪環状線、桜島線、山陽本線：神戸 - 西明石、片町線：長尾 - 片町、阪和線、東海道新幹線：京都 - 新大阪[注 54]、山陽新幹線：新大阪 - 西明石（ただし、新大阪駅 - 西明石駅間の各駅（新大阪駅・西明石駅を除く）を発着駅もしくは接続駅とする場合を除く）[注 55]

  - 10月1日 - 大阪近郊区間を拡大（関西本線：木津 - 湊町、奈良線、桜井線、片町線：木津 - 長尾、和歌山線：王寺 - 高田）
- 1974年
  - 4月1日 - 福岡近郊区間新設
    - 福岡近郊区間 鹿児島本線：門司港 - 鳥栖、室木線、香椎線、篠栗線、勝田線、甘木線、日豊本線：小倉 - 行橋、日田彦山線：城野 - 今山、添田線、田川線、伊田線、糸田線、筑豊本線、香月線、宮田線、後藤寺線、漆生線、上山田線
- 1975年
  - 3月10日 -  山陽新幹線：岡山 - 博多が延伸開業。旅規第16条の2により小倉駅 - 博多駅間（山陽新幹線）は、鹿児島本線の同区間と同一の線路とみなされるようになる。この結果、新幹線同区間は福岡近郊区間の一部になる（山陽新幹線：小倉 - 博多）。
- 1978年
  - 7月8日 - 国鉄が旅規第156条を改訂し、大都市近郊区間内にある新幹線路線のうち、幹在同一視の原則から外れる東京駅 - 新横浜駅間（東海道新幹線）と、場合により幹在同一視の原則から外れる区間である新大阪駅 - 西明石駅間（山陽新幹線）が大都市近郊区間に含まれないことを明文化する[注 56][25][出典無効]（山陽新幹線：新大阪 - 西明石）。
  - 10月2日 - 新線開業に伴い東京近郊区間拡大（武蔵野線：新松戸 - 西船橋）
- 1982年
  - 6月23日 - 東北新幹線：大宮 - 盛岡が開業。旅規第16条の2第2号により大宮駅 - 小山駅間（東北新幹線）は、東北本線の同区間と同一の線路とみなされるようになる。この結果、新幹線同区間は東京近郊区間の一部になる（東北新幹線：大宮 - 小山）。
  - 11月15日 - 上越新幹線：大宮 - 新潟が開業。旅規第16条の2第3号により大宮駅 - 熊谷駅間（上越新幹線）は、高崎線の同区間と同一の線路とみなされるようになる。この結果、新幹線同区間は東京近郊区間の一部になる（上越新幹線：大宮 - 熊谷）。
- 1984年
  - 4月1日 - 東京近郊区間内で一部路線廃止に伴い東京近郊区間縮小（相模線：寒川 - 西寒川）
- 1985年
  - 3月14日 - 東北新幹線：上野 - 大宮が開業。同区間は新幹線と在来線（東北本線）が同一の線路とみなされるようになる[注 57]。この結果、新幹線同区間は東京近郊区間の一部になる（東北新幹線：上野 - 大宮）。
  - 4月1日 - 福岡近郊区間内で一部路線廃止に伴い福岡近郊区間縮小（室木線、勝田線、添田線、香月線）
  - 4月20日 - 東海道本線の新川崎経由（通称：品鶴線）を東京近郊区間に編入（東海道本線：品川 - 新川崎 - 鶴見）
  - 9月30日 - 新線開業に伴い東京近郊区間拡大（東北本線：赤羽 - 武蔵浦和 - 大宮）
- 1986年
  - 3月3日 - 新線開業に伴い東京近郊区間拡大（京葉線：西船橋 - 千葉港）
  - 4月1日 - 福岡近郊区間内で一部路線廃止に伴い福岡近郊区間縮小（甘木線、漆生線）
- 1988年
  - 9月1日 - 福岡近郊区間内で一部路線廃止に伴い福岡近郊区間縮小（上山田線）
  - 12月1日 - 新線開業に伴い東京近郊区間拡大（京葉線：新木場 - 南船橋・千葉港 - 蘇我・市川塩浜 - 西船橋）
- 1989年
  - 10月1日 - 福岡近郊区間内で一部路線廃止に伴い福岡近郊区間縮小（田川線、伊田線、糸田線）
  - 12月23日 - 福岡近郊区間内で一部路線廃止に伴い福岡近郊区間縮小（宮田線）
- 1990年
  - 3月10日 - 新線開業に伴い東京近郊区間拡大（京葉線：東京 - 新木場）
  - 4月1日 - 新線開業に伴い福岡近郊区間拡大（博多南線）
- 1991年
  - 3月19日 - 新線開業に伴い東京近郊区間拡大（成田線：成田 - 成田空港）
  - 6月20日 - 東北新幹線：東京 - 上野が開業。同区間は新幹線と在来線（東北本線）が同一の線路とみなされるようになる[注 58]。この結果、東京 - 上野（東北新幹線）は東京近郊区間の一部になる（東北新幹線：東京 - 上野）。
- 1994年
  - 6月15日 - 新線開業に伴い大阪近郊区間拡大（関西空港線）。
- 1996年
  - 1月10日 - JR九州の運賃変更。新下関駅 - 博多駅間は新幹線と在来線とを原則として同一視しないことに伴い福岡近郊区間縮小（山陽新幹線：小倉 - 博多）。
- 1997年
  - 3月8日 - 大阪近郊区間内で一部路線廃止による大阪近郊区間縮小（片町線：京橋 - 片町）、新線開業に伴い大阪近郊区間拡大（JR東西線、福知山線：尼崎 - 宝塚）
- 1998年
  - 12月1日 - Jスルーカードの導入に合わせて大阪近郊区間を拡大[26]（東海道本線：米原 - 京都、湖西線、福知山線：宝塚 - 谷川、北陸本線：米原 - 近江塩津、山陽本線：西明石 - 相生、山陽本線：兵庫 - 和田岬、加古川線、赤穂線：相生 - 播州赤穂、山陰本線：京都 - 園部、関西本線：柘植 - 木津、草津線、和歌山線：高田 - 和歌山）。また、幹在同一視の原則により米原駅 - 京都駅間（東海道新幹線）、西明石駅 - 相生駅間（山陽新幹線）も大阪近郊区間の一部になる（東海道新幹線：米原 - 京都、山陽新幹線：西明石 - 相生）。
- 1999年
  - 6月1日 - イオカード利用エリア拡大に伴い東京近郊区間を東京起点70km圏程度から東京起点100km圏程度に拡大（東海道本線：平塚 - 熱海、八高線：高麗川 - 倉賀野、東北本線：小山 - 宇都宮、常磐線：土浦 - 勝田、高崎線：熊谷 - 高崎、上越線：高崎 - 新前橋、両毛線、水戸線、内房線：木更津 - 君津）[11][27]。また、幹在同一視の原則により小田原 - 熱海（東海道新幹線）、小山 - 宇都宮（東北新幹線）、熊谷 - 高崎（上越新幹線）も東京近郊区間の一部になる（東海道新幹線：小田原 - 熱海[注 59]、東北新幹線：小山 - 宇都宮、上越新幹線：熊谷 - 高崎）。
  - 7月2日 - JRが旅規第156条第2号を改訂し、「旅規第16条の2の規定にかかわらず」という文言が用いられ、幹在同一視の原則とは無関係に指定された新幹線区間が大都市近郊区間から除外されることが明確になる。加えて東京駅 - 熱海駅間（東海道新幹線）が条文上除外されるようになったことで、前月の東京近郊区間の拡大により解釈上東京近郊区間に含まれていた小田原駅 - 熱海駅間（東海道新幹線）が、東京近郊区間から除外されることとなる[28][出典無効]。これにより、東京近郊区間縮小（東海道新幹線：小田原 - 熱海）
- 2004年
  - 3月13日 - 本庄早稲田駅開業に伴い東京近郊区間縮小（東北新幹線：東京 - 宇都宮、上越新幹線：大宮 - 高崎）[13]。これにより、東京近郊区間から新幹線区間が消滅する。
  - 10月16日 - Suica利用エリア拡大に合わせて東京近郊区間拡大（伊東線、中央本線：大月 - 韮崎、東北本線：宇都宮 - 黒磯、常磐線：勝田 - 日立、上越線：新前橋 - 渋川、外房線：茂原 - 大原）[4]
  - 11月27日 - 新潟圏在来線の自動改札機導入に伴い新潟近郊区間新設
    - 新潟近郊区間 羽越本線：新津 - 新発田、白新線、信越本線：東三条 - 新潟、越後線：吉田 - 新潟、弥彦線[2]
- 2008年
  - 3月15日 - Suica利用エリア拡大に合わせて東京近郊区間拡大（常磐線：日立 - 高萩、日光線）、新潟近郊区間拡大（磐越西線：五泉 - 新津、信越本線：長岡 - 東三条）[5]、新線開業に伴い大阪近郊区間拡大（おおさか東線：放出 - 久宝寺）
- 2009年
  - 3月14日 - Suica利用エリア拡大に合わせて東京近郊区間拡大（常磐線：高萩 - いわき、上越線：渋川 - 水上、烏山線、信越本線：高崎 - 横川、総武本線：成東 - 銚子、外房線：大原 - 安房鴨川、内房線：君津 - 安房鴨川、成田線：成田 - 松岸、鹿島線、久留里線）[6]
- 2014年
  - 4月1日 - Suica利用エリア拡大に合わせて東京近郊区間拡大（中央本線：韮崎 - 塩尻・岡谷 - 辰野 - 塩尻、小海線：小淵沢 - 野辺山、篠ノ井線：塩尻 - 松本、水郡線：水戸 - 常陸大子・上菅谷 - 常陸太田）、新潟近郊区間拡大（上越線：小千谷 - 宮内、羽越本線：新発田 - 村上、信越本線：直江津 - 長岡、越後線：柏崎 - 吉田）、仙台近郊区間新設。[3]
    - 仙台近郊区間 東北本線：矢吹 - 平泉・岩切 - 利府、常磐線：原ノ町 - 岩沼、仙山線、仙石線、石巻線、磐越東線：船引 - 郡山、磐越西線：郡山 - 喜多方、奥羽本線：福島 - 新庄（同区間の特別急行列車は含まない）、左沢線、陸羽東線

  - 10月1日 - Suica利用エリア拡大に合わせて東京近郊区間拡大（吾妻線）[7]
- 2015年
  - 3月14日 - 仙台近郊区間内で、開業予定新線の営業キロを運賃計算上で設定（東北本線：松島 - 高城町）[29]
- 2019年
  - 3月16日 - 新線開業に伴い大阪近郊区間拡大（おおさか東線：新大阪 - 放出）
  - 11月30日 - 新線開業に伴い東京近郊区間拡大（東海道本線：鶴見 - 羽沢横浜国大）[30]
- 2020年
  - 3月14日 - 常磐線区間のSuica利用エリア拡大に合わせて、東京近郊区間拡大（常磐線：いわき - 浪江）、仙台近郊区間拡大（常磐線：小高 - 原ノ町）[8]
- 2023年
  - 8月28日 - 日田彦山線の一部区間がBRTに転換されることに伴い福岡近郊区間縮小（日田彦山線：添田 - 今山）[31]
- 2025年
  - 3月15日 - 長野県におけるSuica利用エリア拡大に合わせて、東京近郊区間拡大（篠ノ井線：松本 - 篠ノ井、信越本線：篠ノ井 - 長野、大糸線：松本 - 穂高）[32]